# Madonna col Bambino e quattro cherubini
La Madonna col Bambino e quattro cherubini è un'opera in terracotta (102x72 cm) di Donatello, databile al 1440 circa e conservata nel Bode-Museum a Berlino. 

## Storia e descrizione
Sebbene riferita a un'iconografia ancora medievale, la Madonna di Donatello, entrata nel museo per acquisto nel 1888, presenta una forte connotazione psicologica, che coinvolge lo spettatore nelle amarezze della Vergine, presaga del destino tragico del figlio. Il Bambino, in fasce, è retto dall'abbraccio della Madonna, al quale egli risponde col tenero gesto di allungare una manina per cercare quella della madre, mentre la destra rivela la sua natura divina compiendo un gesto benedicente. Le due teste si toccano quasi in un rapporto di grande intimità, come avviene anche nella celebre Madonna Pazzi. Le linee di forza rcionducono l'occhio dello spettatore sempre verso questo fulcro della composizione, tra le mani di Maria in preghiera e il dolce contatto tra i due protagonisti.
Allo stato di abbozzo appaiono invece i quattro cherubini in stiacciato che riempiono le parti vuote del rilievo.
L'opera subì gravi danni nell'incendio del 1945, rompendosi in più parti e perdendo i resti della policromia stesa pittoricamente. 